# Bessamorel
Bessamorel é uma comuna francesa na região administrativa de Auvérnia-Ródano-Alpes, no departamento de Alto Loire. Estende-se por uma área de 7,43 km². Em 2010 a comuna tinha 481 habitantes (densidade: 64,7 hab./km²).